# Thure Paulsen
Thure Botolf Paulsen, född 21 september 1881 i Filipstad, död 8 november 1951 i Stockholm, var en svensk maskiningenjör och företagsledare.
Paulsen, som var son till järnvägstjänsteman Klement Paulsen och Charlotta Perman, utexaminerades från Chalmers tekniska läroanstalt (maskinbyggnad och mekanisk teknologi) 1903. Han var ingenjör vid Asea 1903–1919, verkställande direktör för Diesel-Elektriska Vagn AB (DEVA) i Västerås från 1919, tillika ingenjör vid Aseas banavdelning från 1933. Han var ledamot av Tekniska föreningen i Västerås och Svenska Teknologföreningen. Han var styrelseledamot i Västmanlands Landstormsförbund från 1914 och dess sekreterare och kassaförvaltare från 1941. Han författade artiklar i tekniska ämnen.